# Tour d'Italie 2022
Le Tour d'Italie 2022 (en italien : Giro d'Italia 2022) est la 105e édition de cette course cycliste masculine sur route, l'un des trois grands tours de la saison. La course a lieu du 6 au 29 mai 2022 et fait partie du calendrier UCI World Tour 2022 en catégorie 2.UWT.
L'épreuve est remportée par l'Australien Jai Hindley (Bora-Hansgrohe), vainqueur également de la 9e étape. Il s'impose avec 1 minute et 18 secondes d'avance sur le favori et ancien lauréat, l'Équatorien Richard Carapaz (Ineos-Grenadiers). Le podium est complété par l'Espagnol Mikel Landa, dont l'équipe Bahrain Victorious a remporté le classement par équipe.
Le Français Arnaud Démare (Groupama-FDJ) gagne trois étapes au sprint et le classement par points, tandis que le Néerlandais Koen Bouwman (Jumbo-Visma) s'adjuge le classement de la montagne et deux étapes de montagne. L'Espagnol Juan Pedro López (Trek-Segafredo) termine dixième au classement général et après avoir porté pendant dix jours le maillot rose, il remporte le classement du meilleur jeune.
Les prix annexes ont été répartis comme suit : Filippo Tagliani (Drone Hopper-Androni Giocattoli) gagne le classement des sprints intermédiaires. Son coéquipier Mattia Bais est lauréat du classement de la Fuga et Mathieu van der Poel (Alpecin-Fenix) gagne celui de la combativité. 

## Présentation

### Parcours
L'édition 2022 commence en Hongrie et y reste trois jours. C'est la 14e fois que le grand départ du Giro a lieu hors d'Italie et pour la première fois en Hongrie. Ce départ était initialement prévu en 2020 mais il avait dû être modifié à cause de la pandémie de Covid-19. Le départ a lieu à Budapest pour une étape plate se terminant par une côte. Le lendemain, l'étape est disputée en contre-la-montre dans les rues de Budapest. Une troisième étape plate le long du lac Balaton complète le triptyque hongrois. 
Après un transfert faisant office de jour de repos, le peloton débarque pour deux journées en Sicile où la quatrième étape se termine sur les pentes de l'Etna et la cinquième grimpe le Portella Mandrazzi à mi-étape. À la suite d'un petit transfert par le détroit de Messine, les coureurs rejoignent le pied de la botte italienne pour le départ de la sixième à Palmi en Calabre et une arrivée sans doute dévolue aux sprinteurs à Scalea. Le peloton remonte progressivement vers le nord avec une septième étape très accidentée menant à Potenza et l'étape suivante faisant la part belle à la ville de Naples avec un circuit local à accomplir cinq fois. La neuvième étape pénètre dans le massif des Apennins avec une double ascension jusqu'au Blockhaus.
Dès le lendemain de la journée de repos, le peloton reprend son avancée vers le nord et la mer Adriatique avec deux étapes relativement plates. La douzième étape partant de Parme franchit le Monte Becco avant de plonger sur Gênes et la mer de Ligurie alors que l'étape suivante présente moins de difficultés. La quatorzième étape, beaucoup plus accidentée, mène à Turin. Ensuite, les coureurs se confrontent davantage aux Alpes avec notamment une arrivée au sommet à Cogne lors de la quinzième étape.
La dernière journée de repos précède la seizième étape qui mène les coureurs de Salò à Aprica en passant en fin d'étape par la montée de Santa Cristina. L'étape suivante est une troisième étape de montagne d'affilée empruntant notamment la montée du Menador avant une descente vers Lavarone. Après une dix-huitième étape courte et sans grand relief devant théoriquement laisser une dernière chance aux sprinteurs, le peloton rallie le Sanctuaire de Castelmonte à l'issue de la dix-neuvième étape et la Marmolada au Passo Fedaia dans les Dolomites lors de la vingtième étape. Ce Giro se clôture avec une vingt-et-unième étape disputée contre-la-montre à Vérone.

### Équipes
En tant que course World Tour, les 18 équipes World Tour participent automatiquement à la course. En terminant meilleure et deuxième formation de deuxième division, l'équipe Alpecin-Fenix et l'équipe Arkéa-Samsic ont le droit, sans obligation, de prendre part à toutes les épreuves du calendrier World Tour. Le 14 février 2022, l'équipe Arkéa-Samsic annonce qu'elle ne participera pas au Giro. 
| WorldTeams (18)- AG2R Citroën Team - Astana Qazaqstan Team - Bahrain Victorious - Bora-Hansgrohe - BikeExchange-Jayco - Cofidis - Team DSM - EF Education-EasyPost - Groupama-FDJ - Ineos Grenadiers - Intermarché-Wanty-Gobert Matériaux - Israel-Premier Tech - Jumbo-Visma - Lotto-Soudal - Movistar Team - Quick-Step Alpha Vinyl - Trek-Segafredo - UAE Team Emirates ProTeams (4)- Alpecin-Fenix - Bardiani-CSF-Faizanè - Drone Hopper-Androni Giocattoli - Eolo-Kometa |
| |

### Favoris et principaux participants

#### Pour le classement général
En l'absence des meilleurs coureurs du moment (Tadej Pogačar, Primož Roglič et le tenant du titre Egan Bernal), la course est plus ouverte. Le principal favori est Richard Carapaz, vainqueur de l'édition 2019. Les outsiders sont Simon Yates, 3e en 2021, Jai Hindley, 2e en 2020, João Almeida, 4e en 2020, Mikel Landa, 4e en 2019, Miguel Ángel López, 3e en 2018 et Romain Bardet, 7e en 2021,.

#### Pour le classement par points
Pour le classement par points, on note la participation des sprinteurs Caleb Ewan, Mark Cavendish, Arnaud Démare, Fernando Gaviria, Giacomo Nizzolo, Phil Bauhaus et du puncheur Mathieu van der Poel.

## Étapes
| Étape     | Date        | Villes étapes                                                  |                             | Distance (km)         | Vainqueur d’étape     | Leader du classement général |
| --------- | ----------- | -------------------------------------------------------------- | --------------------------- | --------------------- | --------------------- | ---------------------------- |
| 1re étape | ven. 6 mai  | Budapest – Visegrád                                            | Étape de plaine             | 195                   | Mathieu van der Poel  | Mathieu van der Poel         |
| 2e étape  | sam. 7 mai  | Budapest – Budapest                                            | Contre-la-montre individuel | 9,2                   | Simon Yates           | Mathieu van der Poel         |
| 3e étape  | dim. 8 mai  | Kaposvár – Balatonfüred                                        | Étape de plaine             | 201                   | Mark Cavendish        | Mathieu van der Poel         |
|           | lun. 9 mai  |                                                                |                             | Transfert             | Transfert             | Transfert                    |
| 4e étape  | mar. 10 mai | Avola – Etna                                                   | Étape de montagne           | 166                   | Lennard Kämna         | Juan Pedro López             |
| 5e étape  | mer. 11 mai | Catane – Messine                                               | Étape de plaine             | 172                   | Arnaud Démare         | Juan Pedro López             |
| 6e étape  | jeu. 12 mai | Palmi – Scalea                                                 | Étape de plaine             | 192                   | Arnaud Démare         | Juan Pedro López             |
| 7e étape  | ven. 13 mai | Diamante – Potenza                                             | Étape de moyenne montagne   | 198                   | Koen Bouwman          | Juan Pedro López             |
| 8e étape  | sam. 14 mai | Naples – Naples                                                | Étape vallonnée             | 149                   | Thomas De Gendt       | Juan Pedro López             |
| 9e étape  | dim. 15 mai | Isernia – Blockhaus                                            | Étape de montagne           | 187                   | Jai Hindley           | Juan Pedro López             |
|           | lun. 16 mai |                                                                | Jour de repos               | Journée de repos no 1 | Journée de repos no 1 | Journée de repos no 1        |
| 10e étape | mar. 17 mai | Pescara – Jesi                                                 | Étape vallonnée             | 194                   | Biniam Girmay         | Juan Pedro López             |
| 11e étape | mer. 18 mai | Santarcangelo di Romagna – Reggio d'Émilie                     | Étape de plaine             | 201                   | Alberto Dainese       | Juan Pedro López             |
| 12e étape | jeu. 19 mai | Parme – Gênes                                                  | Étape vallonnée             | 186                   | Stefano Oldani        | Juan Pedro López             |
| 13e étape | ven. 20 mai | Sanremo – Coni                                                 | Étape de plaine             | 157                   | Arnaud Démare         | Juan Pedro López             |
| 14e étape | sam. 21 mai | Santena – Turin                                                | Étape de moyenne montagne   | 153                   | Simon Yates           | Richard Carapaz              |
| 15e étape | dim. 22 mai | Rivarolo Canavese – Cogne                                      | Étape de montagne           | 177                   | Giulio Ciccone        | Richard Carapaz              |
|           | lun. 23 mai |                                                                | Jour de repos               | Journée de repos no 2 | Journée de repos no 2 | Journée de repos no 2        |
| 16e étape | mar. 24 mai | Salò – Aprica                                                  | Étape de montagne           | 200                   | Jan Hirt              | Richard Carapaz              |
| 17e étape | mer. 25 mai | Ponte di Legno – Lavarone                                      | Étape de montagne           | 165                   | Santiago Buitrago     | Richard Carapaz              |
| 18e étape | jeu. 26 mai | Borgo Valsugana – Trévise                                      | Étape de plaine             | 146                   | Dries De Bondt        | Richard Carapaz              |
| 19e étape | ven. 27 mai | Marano Lagunare – Santuario della Beata Vergine di Castelmonte | Étape de moyenne montagne   | 178                   | Koen Bouwman          | Richard Carapaz              |
| 20e étape | sam. 28 mai | Belluno – Marmolada                                            | Étape de montagne           | 167                   | Alessandro Covi       | Jai Hindley                  |
| 21e étape | dim. 29 mai | Vérone – Vérone                                                | Contre-la-montre individuel | 17,1                  | Matteo Sobrero        | Jai Hindley                  |

## Classements

### Classement général final
| \| Classement général \| Classement général \| Classement général \| Classement général \| Classement général \| \| Coureur \| Coureur \| Pays \| Équipe \| Temps \| \| ------------------ \| ------------------ \| ------------------ \| ---------------------------------- \| ------------------ \| \| 1er \| Jai Hindley \| Australie \| Bora-Hansgrohe \| 86 h 31 min 14 s \| \| 2e \| Richard Carapaz \| Équateur \| Ineos Grenadiers \| + 1 min 18 s \| \| 3e \| Mikel Landa \| Espagne \| Bahrain Victorious \| + 3 min 24 s \| \| 4e \| Vincenzo Nibali \| Italie \| Astana Qazaqstan Team \| + 9 min 02 s \| \| 5e \| Pello Bilbao \| Espagne \| Bahrain Victorious \| + 9 min 14 s \| \| 6e \| Jan Hirt \| Tchéquie \| Intermarché-Wanty-Gobert Matériaux \| + 9 min 28 s \| \| 7e \| Emanuel Buchmann \| Allemagne \| Bora-Hansgrohe \| + 13 min 19 s \| \| 8e \| Domenico Pozzovivo \| Italie \| Intermarché-Wanty-Gobert Matériaux \| + 17 min 29 s \| \| 9e \| Hugh Carthy \| Royaume-Uni \| EF Education-EasyPost \| + 17 min 54 s \| \| 10e \| Juan Pedro López \| Espagne \| Trek-Segafredo \| + 18 min 40 s \| \| 11e \| Alejandro Valverde \| Espagne \| Movistar Team \| + 23 min 24 s \| \| 12e \| Santiago Buitrago \| Colombie \| Bahrain Victorious \| + 24 min 23 s \| \| 13e \| Lucas Hamilton \| Australie \| Team BikeExchange-Jayco \| + 28 min 02 s \| \| 14e \| Guillaume Martin \| France \| Cofidis \| + 28 min 37 s \| \| 15e \| Lorenzo Fortunato \| Italie \| Eolo-Kometa \| + 33 min 15 s \| \| 16e \| Pavel Sivakov \| France \| Ineos Grenadiers \| + 41 min 43 s \| \| 17e \| Wilco Kelderman \| Pays-Bas \| Bora-Hansgrohe \| + 41 min 45 s \| \| 18e \| Thymen Arensman \| Pays-Bas \| Team DSM \| + 42 min 31 s \| \| 19e \| Lennard Kämna \| Allemagne \| Bora-Hansgrohe \| + 43 min 58 s \| \| 20e \| Sam Oomen \| Pays-Bas \| Jumbo-Visma \| + 1 h 04 min 22 s \| |                    |             |                                    |                   |
| |                    |             |                                    |                   |
| Source : ProCyclingStats |                    |             |                                    |                   |
| Classement général |                    |             |                                    |                   |
| Coureur | Coureur            | Pays        | Équipe                             | Temps             |
| 1er | Jai Hindley        | Australie   | Bora-Hansgrohe                     | 86 h 31 min 14 s  |
| 2e | Richard Carapaz    | Équateur    | Ineos Grenadiers                   | + 1 min 18 s      |
| 3e | Mikel Landa        | Espagne     | Bahrain Victorious                 | + 3 min 24 s      |
| 4e | Vincenzo Nibali    | Italie      | Astana Qazaqstan Team              | + 9 min 02 s      |
| 5e | Pello Bilbao       | Espagne     | Bahrain Victorious                 | + 9 min 14 s      |
| 6e | Jan Hirt           | Tchéquie    | Intermarché-Wanty-Gobert Matériaux | + 9 min 28 s      |
| 7e | Emanuel Buchmann   | Allemagne   | Bora-Hansgrohe                     | + 13 min 19 s     |
| 8e | Domenico Pozzovivo | Italie      | Intermarché-Wanty-Gobert Matériaux | + 17 min 29 s     |
| 9e | Hugh Carthy        | Royaume-Uni | EF Education-EasyPost              | + 17 min 54 s     |
| 10e | Juan Pedro López   | Espagne     | Trek-Segafredo                     | + 18 min 40 s     |
| 11e | Alejandro Valverde | Espagne     | Movistar Team                      | + 23 min 24 s     |
| 12e | Santiago Buitrago  | Colombie    | Bahrain Victorious                 | + 24 min 23 s     |
| 13e | Lucas Hamilton     | Australie   | Team BikeExchange-Jayco            | + 28 min 02 s     |
| 14e | Guillaume Martin   | France      | Cofidis                            | + 28 min 37 s     |
| 15e | Lorenzo Fortunato  | Italie      | Eolo-Kometa                        | + 33 min 15 s     |
| 16e | Pavel Sivakov      | France      | Ineos Grenadiers                   | + 41 min 43 s     |
| 17e | Wilco Kelderman    | Pays-Bas    | Bora-Hansgrohe                     | + 41 min 45 s     |
| 18e | Thymen Arensman    | Pays-Bas    | Team DSM                           | + 42 min 31 s     |
| 19e | Lennard Kämna      | Allemagne   | Bora-Hansgrohe                     | + 43 min 58 s     |
| 20e | Sam Oomen          | Pays-Bas    | Jumbo-Visma                        | + 1 h 04 min 22 s |

### Classements annexes
| Classement par points | Classement par points | Classement par points | Classement par points           | Classement par points |
| Coureur               | Coureur               | Pays                  | Équipe                          | Points                |
| --------------------- | --------------------- | --------------------- | ------------------------------- | --------------------- |
| 1er                   | Arnaud Démare         | France                | Groupama-FDJ                    | 254 pts               |
| 2e                    | Fernando Gaviria      | Colombie              | UAE Team Emirates               | 136 pts               |
| 3e                    | Mark Cavendish        | Royaume-Uni           | Quick-Step Alpha Vinyl          | 132 pts               |
| 4e                    | Mathieu van der Poel  | Pays-Bas              | Alpecin-Fenix                   | 105 pts               |
| 5e                    | Alberto Dainese       | Italie                | Team DSM                        | 95 pts                |
| 6e                    | Dries De Bondt        | Belgique              | Alpecin-Fenix                   | 83 pts                |
| 7e                    | Simone Consonni       | Italie                | Cofidis                         | 73 pts                |
| 8e                    | Phil Bauhaus          | Allemagne             | Bahrain Victorious              | 72 pts                |
| 9e                    | Koen Bouwman          | Pays-Bas              | Jumbo-Visma                     | 71 pts                |
| 10e                   | Filippo Tagliani      | Italie                | Drone Hopper-Androni Giocattoli | 70 pts                |

| Classement par points | Classement par points | Classement par points | Classement par points           | Classement par points |
| Coureur               | Coureur               | Pays                  | Équipe                          | Points                |
| --------------------- | --------------------- | --------------------- | ------------------------------- | --------------------- |
| 1er                   | Arnaud Démare         | France                | Groupama-FDJ                    | 254 pts               |
| 2e                    | Fernando Gaviria      | Colombie              | UAE Team Emirates               | 136 pts               |
| 3e                    | Mark Cavendish        | Royaume-Uni           | Quick-Step Alpha Vinyl          | 132 pts               |
| 4e                    | Mathieu van der Poel  | Pays-Bas              | Alpecin-Fenix                   | 105 pts               |
| 5e                    | Alberto Dainese       | Italie                | Team DSM                        | 95 pts                |
| 6e                    | Dries De Bondt        | Belgique              | Alpecin-Fenix                   | 83 pts                |
| 7e                    | Simone Consonni       | Italie                | Cofidis                         | 73 pts                |
| 8e                    | Phil Bauhaus          | Allemagne             | Bahrain Victorious              | 72 pts                |
| 9e                    | Koen Bouwman          | Pays-Bas              | Jumbo-Visma                     | 71 pts                |
| 10e                   | Filippo Tagliani      | Italie                | Drone Hopper-Androni Giocattoli | 70 pts                |

| Classement de la montagne | Classement de la montagne | Classement de la montagne | Classement de la montagne          | Classement de la montagne |
| Coureur                   | Coureur                   | Pays                      | Équipe                             | Points                    |
| ------------------------- | ------------------------- | ------------------------- | ---------------------------------- | ------------------------- |
| 1er                       | Koen Bouwman              | Pays-Bas                  | Jumbo-Visma                        | 294 pts                   |
| 2e                        | Giulio Ciccone            | Italie                    | Trek-Segafredo                     | 163 pts                   |
| 3e                        | Alessandro Covi           | Italie                    | UAE Team Emirates                  | 102 pts                   |
| 4e                        | Diego Rosa                | Italie                    | Eolo-Kometa                        | 94 pts                    |
| 5e                        | Davide Formolo            | Italie                    | UAE Team Emirates                  | 87 pts                    |
| 6e                        | Jai Hindley               | Australie                 | Bora-Hansgrohe                     | 78 pts                    |
| 7e                        | Lennard Kämna             | Allemagne                 | Bora-Hansgrohe                     | 78 pts                    |
| 8e                        | Santiago Buitrago         | Colombie                  | Bahrain Victorious                 | 71 pts                    |
| 9e                        | Richard Carapaz           | Équateur                  | Ineos Grenadiers                   | 65 pts                    |
| 10e                       | Jan Hirt                  | Tchéquie                  | Intermarché-Wanty-Gobert Matériaux | 57 pts                    |

| Classement de la montagne | Classement de la montagne | Classement de la montagne | Classement de la montagne          | Classement de la montagne |
| Coureur                   | Coureur                   | Pays                      | Équipe                             | Points                    |
| ------------------------- | ------------------------- | ------------------------- | ---------------------------------- | ------------------------- |
| 1er                       | Koen Bouwman              | Pays-Bas                  | Jumbo-Visma                        | 294 pts                   |
| 2e                        | Giulio Ciccone            | Italie                    | Trek-Segafredo                     | 163 pts                   |
| 3e                        | Alessandro Covi           | Italie                    | UAE Team Emirates                  | 102 pts                   |
| 4e                        | Diego Rosa                | Italie                    | Eolo-Kometa                        | 94 pts                    |
| 5e                        | Davide Formolo            | Italie                    | UAE Team Emirates                  | 87 pts                    |
| 6e                        | Jai Hindley               | Australie                 | Bora-Hansgrohe                     | 78 pts                    |
| 7e                        | Lennard Kämna             | Allemagne                 | Bora-Hansgrohe                     | 78 pts                    |
| 8e                        | Santiago Buitrago         | Colombie                  | Bahrain Victorious                 | 71 pts                    |
| 9e                        | Richard Carapaz           | Équateur                  | Ineos Grenadiers                   | 65 pts                    |
| 10e                       | Jan Hirt                  | Tchéquie                  | Intermarché-Wanty-Gobert Matériaux | 57 pts                    |

| Classement du meilleur jeune | Classement du meilleur jeune | Classement du meilleur jeune | Classement du meilleur jeune | Classement du meilleur jeune |
| Coureur                      | Coureur                      | Pays                         | Équipe                       | Temps                        |
| ---------------------------- | ---------------------------- | ---------------------------- | ---------------------------- | ---------------------------- |
| 1er                          | Juan Pedro López             | Espagne                      | Trek-Segafredo               | 86 h 49 min 54 s             |
| 2e                           | Santiago Buitrago            | Colombie                     | Bahrain Victorious           | + 5 min 43 s                 |
| 3e                           | Pavel Sivakov                | France                       | Ineos Grenadiers             | + 23 min 03 s                |
| 4e                           | Thymen Arensman              | Pays-Bas                     | Team DSM                     | + 23 min 51 s                |
| 5e                           | Luca Covili                  | Italie                       | Bardiani CSF Faizanè         | + 1 h 11 min 44 s            |
| 6e                           | Gijs Leemreize               | Pays-Bas                     | Jumbo-Visma                  | + 1 h 41 min 00 s            |
| 7e                           | Vadim Pronskiy               | Kazakhstan                   | Astana Qazaqstan Team        | + 1 h 44 min 30 s            |
| 8e                           | Mauri Vansevenant            | Belgique                     | Quick-Step Alpha Vinyl       | + 1 h 45 min 04 s            |
| 9e                           | Attila Valter                | Hongrie                      | Groupama-FDJ                 | + 1 h 57 min 13 s            |
| 10e                          | Ben Tulett                   | Royaume-Uni                  | Ineos Grenadiers             | + 2 h 08 min 46 s            |

| Classement du meilleur jeune | Classement du meilleur jeune | Classement du meilleur jeune | Classement du meilleur jeune | Classement du meilleur jeune |
| Coureur                      | Coureur                      | Pays                         | Équipe                       | Temps                        |
| ---------------------------- | ---------------------------- | ---------------------------- | ---------------------------- | ---------------------------- |
| 1er                          | Juan Pedro López             | Espagne                      | Trek-Segafredo               | 86 h 49 min 54 s             |
| 2e                           | Santiago Buitrago            | Colombie                     | Bahrain Victorious           | + 5 min 43 s                 |
| 3e                           | Pavel Sivakov                | France                       | Ineos Grenadiers             | + 23 min 03 s                |
| 4e                           | Thymen Arensman              | Pays-Bas                     | Team DSM                     | + 23 min 51 s                |
| 5e                           | Luca Covili                  | Italie                       | Bardiani CSF Faizanè         | + 1 h 11 min 44 s            |
| 6e                           | Gijs Leemreize               | Pays-Bas                     | Jumbo-Visma                  | + 1 h 41 min 00 s            |
| 7e                           | Vadim Pronskiy               | Kazakhstan                   | Astana Qazaqstan Team        | + 1 h 44 min 30 s            |
| 8e                           | Mauri Vansevenant            | Belgique                     | Quick-Step Alpha Vinyl       | + 1 h 45 min 04 s            |
| 9e                           | Attila Valter                | Hongrie                      | Groupama-FDJ                 | + 1 h 57 min 13 s            |
| 10e                          | Ben Tulett                   | Royaume-Uni                  | Ineos Grenadiers             | + 2 h 08 min 46 s            |

| Classement par équipes | Classement par équipes             | Classement par équipes | Classement par équipes |
| Équipe                 | Équipe                             | Pays                   | Temps                  |
| ---------------------- | ---------------------------------- | ---------------------- | ---------------------- |
| 1re                    | Bahrain Victorious                 | Bahreïn                | 259 h 48 min 12 s      |
| 2e                     | Bora-Hansgrohe                     | Allemagne              | + 4 min 07 s           |
| 3e                     | Ineos Grenadiers                   | Royaume-Uni            | + 1 h 22 min 29 s      |
| 4e                     | Intermarché-Wanty-Gobert Matériaux | Belgique               | + 1 h 23 min 57 s      |
| 5e                     | Astana Qazaqstan Team              | Kazakhstan             | + 2 h 18 min 46 s      |
| 6e                     | Trek-Segafredo                     | États-Unis             | + 2 h 21 min 10 s      |
| 7e                     | Jumbo-Visma                        | Pays-Bas               | + 2 h 40 min 16 s      |
| 8e                     | UAE Team Emirates                  | Émirats arabes unis    | + 3 h 21 min 02 s      |
| 9e                     | BikeExchange-Jayco                 | Australie              | + 3 h 29 min 58 s      |
| 10e                    | Movistar Team                      | Espagne                | + 3 h 39 min 45 s      |

| Classement par équipes | Classement par équipes             | Classement par équipes | Classement par équipes |
| Équipe                 | Équipe                             | Pays                   | Temps                  |
| ---------------------- | ---------------------------------- | ---------------------- | ---------------------- |
| 1re                    | Bahrain Victorious                 | Bahreïn                | 259 h 48 min 12 s      |
| 2e                     | Bora-Hansgrohe                     | Allemagne              | + 4 min 07 s           |
| 3e                     | Ineos Grenadiers                   | Royaume-Uni            | + 1 h 22 min 29 s      |
| 4e                     | Intermarché-Wanty-Gobert Matériaux | Belgique               | + 1 h 23 min 57 s      |
| 5e                     | Astana Qazaqstan Team              | Kazakhstan             | + 2 h 18 min 46 s      |
| 6e                     | Trek-Segafredo                     | États-Unis             | + 2 h 21 min 10 s      |
| 7e                     | Jumbo-Visma                        | Pays-Bas               | + 2 h 40 min 16 s      |
| 8e                     | UAE Team Emirates                  | Émirats arabes unis    | + 3 h 21 min 02 s      |
| 9e                     | BikeExchange-Jayco                 | Australie              | + 3 h 29 min 58 s      |
| 10e                    | Movistar Team                      | Espagne                | + 3 h 39 min 45 s      |

#### Autres classements
- Classement des sprints intermédiaires[3] :  Filippo Tagliani
- Classement de la combativité :  Mathieu van der Poel
- Classement Fuga Bianchi[4] :  Mattia Bais
- Cima Coppi :  Alessandro Covi
- Cima Pantani :  Jan Hirt
- Trophée Bonacossa[5] :  Vincenzo Nibali
- Classement du fair-play :  Bahrain Victorious,  Cofidis,  Team DSM

### Classement UCI
La course attribue des points au Classement mondial UCI 2022 selon le barème suivant :
| Position                   | 1er | 2e  | 3e  | 4e  | 5e  | 6e  | 7e  | 8e  | 9e  | 10e | 11e | 12e | 13e | 14e | 15e | 16e | 17e | 18e | 19e | 20e | 21e à 25e | 26e à 30e | 31e à 40e | 41e à 50e | 51e à 55e | 56e à 60e |
| -------------------------- | --- | --- | --- | --- | --- | --- | --- | --- | --- | --- | --- | --- | --- | --- | --- | --- | --- | --- | --- | --- | --------- | --------- | --------- | --------- | --------- | --------- |
| Classement général         | 850 | 680 | 575 | 460 | 380 | 320 | 260 | 220 | 180 | 140 | 120 | 100 | 84  | 68  | 60  | 56  | 52  | 48  | 44  | 40  | 32        | 24        | 20        | 16        | 12        | 8         |
| Par étapes                 | 100 | 40  | 20  | 12  | 4   |     |     |     |     |     |     |     |     |     |     |     |     |     |     |     |           |           |           |           |           |           |
| Classements finaux annexes | 100 | 40  | 20  |     |     |     |     |     |     |     |     |     |     |     |     |     |     |     |     |     |           |           |           |           |           |           |
| Leader par étapes          | 20  |     |     |     |     |     |     |     |     |     |     |     |     |     |     |     |     |     |     |     |           |           |           |           |           |           |

#### Points gagnés à l'issue de la course
| Rang | Coureur              | Équipe                             | Général | Etape | Leader | Annexe | Total |
| ---- | -------------------- | ---------------------------------- | ------- | ----- | ------ | ------ | ----- |
| 1    | Jai Hindley          | Bora-Hansgrohe                     | 850     | 160   | 20     | -      | 1030  |
| 2    | Richard Carapaz      | Ineos Grenadiers                   | 680     | 60    | 120    | -      | 860   |
| 3    | Mikel Landa          | Bahrain Victorious                 | 575     | 12    | -      | -      | 587   |
| 4    | Vincenzo Nibali      | Astana Qazaqstan                   | 460     | 12    | -      | -      | 472   |
| 5    | Arnaud Démare        | Groupama-FDJ                       | -       | 352   | -      | 100    | 452   |
| 6    | Jan Hirt             | Intermarché-Wanty-Gobert Matériaux | 320     | 120   | -      | -      | 440   |
| 7    | Pello Bilbao         | Bahrain Victorious                 | 380     | 20    | -      | -      | 400   |
| 8    | Juan Pedro López     | Trek-Segafredo                     | 140     | 40    | 200    | -      | 380   |
| 9    | Koen Bouwman         | Jumbo-Visma                        | 32      | 200   | -      | 100    | 332   |
| 10   | Mathieu van der Poel | Alpecin-Fenix                      | 8       | 200   | 60     | -      | 268   |

## Évolution des classements

### Règlements
Le classement général, dont le leader porte le maillot rose, s'établit en additionnant les temps réalisés à chaque étape, puis en ôtant d'éventuelles bonifications (10, 6 et 4 secondes à l'arrivée des étapes en ligne et 3, 2 et 1 secondes au second sprint intermédiaire de chaque étape). En cas d'égalité, les critères de départage, dans l'ordre, sont : centièmes de seconde enregistrés lors des contre-la-montre, addition des places obtenues lors de chaque étape, place obtenue lors de la dernière étape. Ce classement est le plus important de la course et le gagnant est le vainqueur du Giro.
Le classement par points, dont le leader porte le maillot cyclamen, est l'addition des points attribués à l'arrivée des étapes et au premier sprint intermédiaire de chaque étape en ligne. Comme c'est le cas depuis 2014, la répartition des points est différente selon le type d'étape. Ainsi, le classement par points est établi en fonction du barème suivant :
- Pour les arrivées des étapes dites « sans difficulté » ou de « basse difficulté » : 50, 35, 25, 18, 14, 12, 10, 8, 7, 6, 5, 4, 3, 2 et 1 point(s) pour les 15 premiers coureurs classés ;
- Pour les arrivées des étapes dites de « moyenne difficulté » : 25, 18, 12, 8, 6, 5, 4, 3, 2, 1 point(s) pour les 10 premiers coureurs classés ;
- Pour les arrivées des étapes dites de « haute montagne » et les contre-la-montre individuels : 15, 12, 9, 7, 6, 5, 4, 3, 2 et 1 point(s) pour les 10 premiers coureurs classés ;
- Pour les sprints intermédiaires (le premier de chaque étape en ligne) : 12, 8, 6, 5, 4, 3, 2 et 1 point(s) pour les 8 premiers coureurs classés.

En cas d'égalité de points, les critères de départage, dans l'ordre, sont : nombre de victoires d'étape, nombre de sprints intermédiaires, classement général.
Le classement de la montagne, dont le leader porte le maillot bleu, consiste en l'addition des points obtenus au sommet des différentes ascensions classées tout au long de l'épreuve, en fonction du barème suivant :
- Pour l'ascension dite Cima Coppi : 50, 30, 20, 14, 10, 6, 4, 2 et 1 point pour les 9 premiers coureurs classés ;
- Pour les ascensions de 1re catégorie : 40, 18, 12, 9, 6, 4, 2 et 1 point pour les 8 premiers coureurs classés ;
- Pour les ascensions de 2e catégorie : 18, 8, 6, 4, 2 et 1 point pour les 6 premiers coureurs classés ;
- Pour les ascensions de 3e catégorie : 9, 4, 2 et 1 point pour les 4 premiers coureurs classés ;
- Pour les ascensions de 4e catégorie : 3, 2 et 1 point pour les 3 premiers coureurs classés.

En cas d'égalité de points, les critères de départage, dans l'ordre, sont : nombre de premières places dans la Cima Coppi, les ascensions de 1re, de 2e, de 3e, puis de 4e catégorie, et le classement général.
Le classement du meilleur jeune, dont le leader porte le maillot blanc, est le classement général des coureurs nés après le 1er janvier 1997.
Il existe également un classement pour les équipes. Le classement par équipes de l'étape est l'addition des trois meilleurs temps individuels de chaque équipe, sauf lors du contre-la-montre par équipes, où l'on prend le temps de l'équipe. En cas d'égalité, les critères de départage, dans l'ordre, sont : addition des places des 3 premiers coureurs des équipes concernées, place du meilleur coureur sur l'étape. Calculer le classement par équipes revient à additionner les classements par équipes de chaque étape. En cas d'égalité, les critères de départage, dans l'ordre, sont : nombre de premières places dans le classement par équipes du jour, nombre de deuxièmes places dans le classement par équipes du jour, etc., place au classement général du meilleur coureur des équipes concernées.

### Suivi étape par étape
| Étape              | Vainqueur            | Classement général   | Classement par points | Classement de la montagne | Classement du meilleur jeune | Classement par équipes   |
| ------------------ | -------------------- | -------------------- | --------------------- | ------------------------- | ---------------------------- | ------------------------ |
| 1                  | Mathieu van der Poel | Mathieu van der Poel | Mathieu van der Poel  | Mathieu van der Poel      | Biniam Girmay                | Ineos Grenadiers         |
| 2                  | Simon Yates          | Mathieu van der Poel | Mathieu van der Poel  | Mathieu van der Poel      | Matteo Sobrero               | Jumbo-Visma              |
| 3                  | Mark Cavendish       | Mathieu van der Poel | Mathieu van der Poel  | Rick Zabel                | Matteo Sobrero               | Jumbo-Visma              |
| 4                  | Lennard Kämna        | Juan Pedro López     | Mathieu van der Poel  | Lennard Kämna             | Juan Pedro López             | Bora-Hansgrohe           |
| 5                  | Arnaud Démare        | Juan Pedro López     | Arnaud Démare         | Lennard Kämna             | Juan Pedro López             | Bora-Hansgrohe           |
| 6                  | Arnaud Démare        | Juan Pedro López     | Arnaud Démare         | Lennard Kämna             | Juan Pedro López             | Bora-Hansgrohe           |
| 7                  | Koen Bouwman         | Juan Pedro López     | Arnaud Démare         | Koen Bouwman              | Juan Pedro López             | Trek-Segafredo           |
| 8                  | Thomas De Gendt      | Juan Pedro López     | Arnaud Démare         | Koen Bouwman              | Juan Pedro López             | Intermarché-Wanty-Gobert |
| 9                  | Jai Hindley          | Juan Pedro López     | Arnaud Démare         | Diego Rosa                | Juan Pedro López             | Bora-Hansgrohe           |
| 10                 | Biniam Girmay        | Juan Pedro López     | Arnaud Démare         | Diego Rosa                | Juan Pedro López             | Bora-Hansgrohe           |
| 11                 | Alberto Dainese      | Juan Pedro López     | Arnaud Démare         | Diego Rosa                | Juan Pedro López             | Bora-Hansgrohe           |
| 12                 | Stefano Oldani       | Juan Pedro López     | Arnaud Démare         | Diego Rosa                | Juan Pedro López             | Intermarché-Wanty-Gobert |
| 13                 | Arnaud Démare        | Juan Pedro López     | Arnaud Démare         | Diego Rosa                | Juan Pedro López             | Intermarché-Wanty-Gobert |
| 14                 | Simon Yates          | Richard Carapaz      | Arnaud Démare         | Diego Rosa                | João Almeida                 | Bora-Hansgrohe           |
| 15                 | Giulio Ciccone       | Richard Carapaz      | Arnaud Démare         | Koen Bouwman              | João Almeida                 | Bora-Hansgrohe           |
| 16                 | Jan Hirt             | Richard Carapaz      | Arnaud Démare         | Koen Bouwman              | João Almeida                 | Bora-Hansgrohe           |
| 17                 | Santiago Buitrago    | Richard Carapaz      | Arnaud Démare         | Koen Bouwman              | João Almeida                 | Bahrain Victorious       |
| 18                 | Dries De Bondt       | Richard Carapaz      | Arnaud Démare         | Koen Bouwman              | Juan Pedro López             | Bahrain Victorious       |
| 19                 | Koen Bouwman         | Richard Carapaz      | Arnaud Démare         | Koen Bouwman              | Juan Pedro López             | Bahrain Victorious       |
| 20                 | Alessandro Covi      | Jai Hindley          | Arnaud Démare         | Koen Bouwman              | Juan Pedro López             | Bahrain Victorious       |
| 21                 | Matteo Sobrero       | Jai Hindley          | Arnaud Démare         | Koen Bouwman              | Juan Pedro López             | Bahrain Victorious       |
| Classements finals | Classements finals   | Jai Hindley          | Arnaud Démare         | Koen Bouwman              | Juan Pedro López             | Bahrain Victorious       |

## Liste des participants
| Ineos Grenadiers IGD                               | Ineos Grenadiers IGD           | Ineos Grenadiers IGD |
| -------------------------------------------------- | ------------------------------ | -------------------- |
| Num                                                | Coureur                        | Pos                  |
| 1                                                  | Richard Carapaz (ECU) (chrono) | 2e                   |
| 2                                                  | Jonathan Castroviejo (ESP)     | 64e                  |
| 3                                                  | Jhonatan Narváez (ECU)         | 42e                  |
| 4                                                  | Richie Porte (AUS)             | AB-19                |
| 5                                                  | Salvatore Puccio (ITA)         | 85e                  |
| 6                                                  | Pavel Sivakov (FRA)            | 16e                  |
| 7                                                  | Ben Swift (GBR) (route)        | 66e                  |
| 8                                                  | Ben Tulett (GBR)               | 38e                  |
| Directeur sportif : Matteo Tosatto, Oliver Cookson |                                |                      |

| AG2R Citroën Team ACT                               | AG2R Citroën Team ACT   | AG2R Citroën Team ACT |
| --------------------------------------------------- | ----------------------- | --------------------- |
| Num                                                 | Coureur                 | Pos                   |
| 11                                                  | Andrea Vendrame (ITA)   | 55e                   |
| 12                                                  | Lilian Calmejane (FRA)  | 86e                   |
| 13                                                  | Mikaël Cherel (FRA)     | 23e                   |
| 14                                                  | Felix Gall (AUT)        | 50e                   |
| 15                                                  | Jaakko Hänninen (FIN)   | 90e                   |
| 16                                                  | Lawrence Naesen (BEL)   | 124e                  |
| 17                                                  | Nans Peters (FRA)       | 58e                   |
| 18                                                  | Nicolas Prodhomme (FRA) | 65e                   |
| Directeur sportif : Didier Jannel, Artūras Kasputis |                         |                       |

| Alpecin-Fenix AFC                                    | Alpecin-Fenix AFC          | Alpecin-Fenix AFC |
| ---------------------------------------------------- | -------------------------- | ----------------- |
| Num                                                  | Coureur                    | Pos               |
| 21                                                   | Mathieu van der Poel (NED) | 57e               |
| 22                                                   | Tobias Bayer (AUT)         | 100e              |
| 23                                                   | Dries De Bondt (BEL)       | 109e              |
| 24                                                   | Alexander Krieger (GER)    | NP-14             |
| 25                                                   | Senne Leysen (BEL)         | 118e              |
| 26                                                   | Jakub Mareczko (ITA)       | AB-4              |
| 27                                                   | Stefano Oldani (ITA)       | 84e               |
| 28                                                   | Oscar Riesebeek (NED)      | 113e              |
| Directeur sportif : Christoph Roodhooft, Bart Leysen |                            |                   |

| Astana Qazaqstan Team AST                          | Astana Qazaqstan Team AST | Astana Qazaqstan Team AST |
| -------------------------------------------------- | ------------------------- | ------------------------- |
| Num                                                | Coureur                   | Pos                       |
| 31                                                 | Vincenzo Nibali (ITA)     | 4e                        |
| 32                                                 | Valerio Conti (ITA)       | AB-15                     |
| 33                                                 | David de la Cruz (ESP)    | AB-20                     |
| 34                                                 | Joe Dombrowski (USA)      | 22e                       |
| 35                                                 | Fabio Felline (ITA)       | 41e                       |
| 36                                                 | Miguel Ángel López (COL)  | AB-4                      |
| 37                                                 | Vadim Pronskiy (KAZ)      | 29e                       |
| 38                                                 | Harold Tejada (COL)       | 56e                       |
| Directeur sportif : Alexandr Shefer, Mario Manzoni |                           |                           |

| Bahrain Victorious TBV                             | Bahrain Victorious TBV     | Bahrain Victorious TBV |
| -------------------------------------------------- | -------------------------- | ---------------------- |
| Num                                                | Coureur                    | Pos                    |
| 41                                                 | Mikel Landa (ESP)          | 3e                     |
| 42                                                 | Phil Bauhaus (GER)         | 138e                   |
| 43                                                 | Pello Bilbao (ESP)         | 5e                     |
| 44                                                 | Santiago Buitrago (COL)    | 12e                    |
| 45                                                 | Domen Novak (SLO)          | 31e                    |
| 46                                                 | Wout Poels (NED)           | 34e                    |
| 47                                                 | Jasha Sütterlin (GER)      | 87e                    |
| 48                                                 | Jan Tratnik (SLO) (chrono) | AB-3                   |
| Directeur sportif : Gorazd Štangelj, Alberto Volpi |                            |                        |

| Bardiani CSF Faizanè BCF                                 | Bardiani CSF Faizanè BCF | Bardiani CSF Faizanè BCF |
| -------------------------------------------------------- | ------------------------ | ------------------------ |
| Num                                                      | Coureur                  | Pos                      |
| 51                                                       | Filippo Zana (ITA)       | 47e                      |
| 52                                                       | Luca Covili (ITA)        | 24e                      |
| 53                                                       | Filippo Fiorelli (ITA)   | AB-5                     |
| 54                                                       | Davide Gabburo (ITA)     | 53e                      |
| 55                                                       | Sacha Modolo (ITA)       | 114e                     |
| 56                                                       | Luca Rastelli (ITA)      | 106e                     |
| 57                                                       | Alessandro Tonelli (ITA) | 52e                      |
| 58                                                       | Samuele Zoccarato (ITA)  | AB-7                     |
| Directeur sportif : Roberto Reverberi, Alessandro Donati |                          |                          |

| Bora-Hansgrohe BOH                                             | Bora-Hansgrohe BOH     | Bora-Hansgrohe BOH |
| -------------------------------------------------------------- | ---------------------- | ------------------ |
| Num                                                            | Coureur                | Pos                |
| 61                                                             | Wilco Kelderman (NED)  | 17e                |
| 62                                                             | Giovanni Aleotti (ITA) | 72e                |
| 63                                                             | Cesare Benedetti (POL) | 120e               |
| 64                                                             | Emanuel Buchmann (GER) | 7e                 |
| 65                                                             | Patrick Gamper (AUT)   | 108e               |
| 66                                                             | Jai Hindley (AUS)      | 1er                |
| 67                                                             | Lennard Kämna (GER)    | 19e                |
| 68                                                             | Ben Zwiehoff (GER)     | 51e                |
| Directeur sportif : Enrico Gasparotto, Jean-Pierre Heynderickx |                        |                    |

| Cofidis COF                                              | Cofidis COF               | Cofidis COF |
| -------------------------------------------------------- | ------------------------- | ----------- |
| Num                                                      | Coureur                   | Pos         |
| 71                                                       | Guillaume Martin (FRA)    | 14e         |
| 72                                                       | Davide Cimolai (ITA)      | 135e        |
| 73                                                       | Simone Consonni (ITA)     | 121e        |
| 74                                                       | Wesley Kreder (NED)       | 139e        |
| 75                                                       | Anthony Perez (FRA)       | 88e         |
| 76                                                       | Pierre-Luc Périchon (FRA) | 94e         |
| 77                                                       | Rémy Rochas (FRA)         | 71e         |
| 78                                                       | Davide Villella (ITA)     | 63e         |
| Directeur sportif : Roberto Damiani, Gorka Gerrikagoitia |                           |             |

| Drone Hopper-Androni Giocattoli DRA                         | Drone Hopper-Androni Giocattoli DRA | Drone Hopper-Androni Giocattoli DRA |
| ----------------------------------------------------------- | ----------------------------------- | ----------------------------------- |
| Num                                                         | Coureur                             | Pos                                 |
| 81                                                          | Natnael Tesfatsion (ERI)            | AB-16                               |
| 82                                                          | Mattia Bais (ITA)                   | 82e                                 |
| 83                                                          | Alexander Cepeda (ECU)              | NP-19                               |
| 84                                                          | Andrii Ponomar (UKR) (route)        | 117e                                |
| 85                                                          | Simone Ravanelli (ITA)              | 91e                                 |
| 86                                                          | Eduardo Sepúlveda (ARG)             | 76e                                 |
| 87                                                          | Filippo Tagliani (ITA)              | 143e                                |
| 88                                                          | Edoardo Zardini (ITA)               | 78e                                 |
| Directeur sportif : Giovanni Ellena, Alessandro Spezialetti |                                     |                                     |

| EF Education-EasyPost EFE                              | EF Education-EasyPost EFE    | EF Education-EasyPost EFE |
| ------------------------------------------------------ | ---------------------------- | ------------------------- |
| Num                                                    | Coureur                      | Pos                       |
| 91                                                     | Hugh Carthy (GBR)            | 9e                        |
| 92                                                     | Jonathan Caicedo (ECU)       | NP-16                     |
| 93                                                     | Diego Camargo (COL)          | 79e                       |
| 94                                                     | Simon Carr (GBR)             | NP-8                      |
| 95                                                     | Magnus Cort Nielsen (DEN)    | 95e                       |
| 96                                                     | Owain Doull (GBR)            | AB-7                      |
| 97                                                     | Merhawi Kudus (ERI) (chrono) | 61e                       |
| 98                                                     | Julius van den Berg (NED)    | 140e                      |
| Directeur sportif : Juan Manuel Gárate, Matti Breschel |                              |                           |

| Eolo-Kometa EOK                                               | Eolo-Kometa EOK            | Eolo-Kometa EOK |
| ------------------------------------------------------------- | -------------------------- | --------------- |
| Num                                                           | Coureur                    | Pos             |
| 101                                                           | Lorenzo Fortunato (ITA)    | 15e             |
| 102                                                           | Vincenzo Albanese (ITA)    | 68e             |
| 103                                                           | Davide Bais (ITA)          | 125e            |
| 104                                                           | Erik Fetter (HUN) (chrono) | 83e             |
| 105                                                           | Francesco Gavazzi (ITA)    | 67e             |
| 106                                                           | Mirco Maestri (ITA)        | 96e             |
| 107                                                           | Samuele Rivi (ITA)         | 126e            |
| 109                                                           | Diego Rosa (ITA)           | 77e             |
| Directeur sportif : Stefano Zanatta, Jesús Hernández Blázquez |                            |                 |

| Groupama-FDJ GFC                                    | Groupama-FDJ GFC                  | Groupama-FDJ GFC |
| --------------------------------------------------- | --------------------------------- | ---------------- |
| Num                                                 | Coureur                           | Pos              |
| 111                                                 | Arnaud Démare (FRA)               | 130e             |
| 112                                                 | Clément Davy (FRA)                | 144e             |
| 113                                                 | Jacopo Guarnieri (ITA)            | 136e             |
| 114                                                 | Ignatas Konovalovas (LTU) (route) | 115e             |
| 115                                                 | Tobias Ludvigsson (SWE)           | 102e             |
| 116                                                 | Miles Scotson (AUS)               | 127e             |
| 117                                                 | Ramon Sinkeldam (NED)             | 132e             |
| 118                                                 | Attila Valter (HUN)               | 35e              |
| Directeur sportif : Sébastien Joly, Jussi Veikkanen |                                   |                  |

| Intermarché-Wanty-Gobert Matériaux IWG           | Intermarché-Wanty-Gobert Matériaux IWG | Intermarché-Wanty-Gobert Matériaux IWG |
| ------------------------------------------------ | -------------------------------------- | -------------------------------------- |
| Num                                              | Coureur                                | Pos                                    |
| 121                                              | Biniam Girmay (ERI)                    | NP-11                                  |
| 122                                              | Aimé De Gendt (BEL)                    | 105e                                   |
| 123                                              | Jan Hirt (CZE)                         | 6e                                     |
| 124                                              | Barnabás Peák (HUN)                    | 110e                                   |
| 125                                              | Domenico Pozzovivo (ITA)               | 8e                                     |
| 126                                              | Lorenzo Rota (ITA)                     | 32e                                    |
| 127                                              | Rein Taaramäe (EST) (chrono)           | 46e                                    |
| 128                                              | Loïc Vliegen (BEL)                     | AB-16                                  |
| Directeur sportif : Valerio Piva, Steven De Neef |                                        |                                        |

| Israel-Premier Tech IPT                           | Israel-Premier Tech IPT         | Israel-Premier Tech IPT |
| ------------------------------------------------- | ------------------------------- | ----------------------- |
| Num                                               | Coureur                         | Pos                     |
| 131                                               | Giacomo Nizzolo (ITA)           | NP-14                   |
| 132                                               | Jenthe Biermans (BEL)           | 123e                    |
| 133                                               | Matthias Brändle (AUT) (chrono) | 147e                    |
| 134                                               | Alexander Cataford (CAN)        | 101e                    |
| 135                                               | Alessandro De Marchi (ITA)      | 92e                     |
| 136                                               | Alex Dowsett (GBR)              | 134e                    |
| 137                                               | Reto Hollenstein (SUI)          | 129e                    |
| 138                                               | Rick Zabel (GER)                | 137e                    |
| Directeur sportif : Claudio Cozzi, Óscar Guerrero |                                 |                         |

| Jumbo-Visma TJV                            | Jumbo-Visma TJV                     | Jumbo-Visma TJV |
| ------------------------------------------ | ----------------------------------- | --------------- |
| Num                                        | Coureur                             | Pos             |
| 141                                        | Tom Dumoulin (NED) (chrono)         | AB-14           |
| 142                                        | Edoardo Affini (ITA)                | 97e             |
| 143                                        | Koen Bouwman (NED)                  | 21e             |
| 144                                        | Pascal Eenkhoorn (NED)              | 62e             |
| 145                                        | Tobias Foss (NOR) (route et chrono) | 54e             |
| 146                                        | Gijs Leemreize (NED)                | 28e             |
| 147                                        | Sam Oomen (NED)                     | 20e             |
| 148                                        | Jos van Emden (NED)                 | 89e             |
| Directeur sportif : Addy Engels, Marc Reef |                                     |                 |

| Lotto-Soudal LTS                              | Lotto-Soudal LTS          | Lotto-Soudal LTS |
| --------------------------------------------- | ------------------------- | ---------------- |
| Num                                           | Coureur                   | Pos              |
| 151                                           | Caleb Ewan (AUS)          | NP-12            |
| 152                                           | Thomas De Gendt (BEL)     | 74e              |
| 153                                           | Matthew Holmes (GBR)      | 116e             |
| 154                                           | Roger Kluge (GER)         | 149e             |
| 155                                           | Sylvain Moniquet (BEL)    | 48e              |
| 156                                           | Michael Schwarzmann (GER) | 133e             |
| 157                                           | Rüdiger Selig (GER)       | AB-9             |
| 158                                           | Harm Vanhoucke (BEL)      | AB-17            |
| Directeur sportif : Allan Davis, Marc Wauters |                           |                  |

| Movistar Team MOV                                     | Movistar Team MOV        | Movistar Team MOV |
| ----------------------------------------------------- | ------------------------ | ----------------- |
| Num                                                   | Coureur                  | Pos               |
| 161                                                   | Alejandro Valverde (ESP) | 11e               |
| 162                                                   | Jorge Arcas (ESP)        | 60e               |
| 163                                                   | William Barta (USA)      | 59e               |
| 164                                                   | Oier Lazkano (ESP)       | 98e               |
| 165                                                   | Antonio Pedrero (ESP)    | 27e               |
| 166                                                   | José Joaquín Rojas (ESP) | 69e               |
| 167                                                   | Sergio Samitier (ESP)    | AB-7              |
| 168                                                   | Iván Sosa (COL)          | 49e               |
| Directeur sportif : Maximilian Sciandri, Iván Velasco |                          |                   |

| Quick-Step Alpha Vinyl QST                          | Quick-Step Alpha Vinyl QST | Quick-Step Alpha Vinyl QST |
| --------------------------------------------------- | -------------------------- | -------------------------- |
| Num                                                 | Coureur                    | Pos                        |
| 171                                                 | Mark Cavendish (GBR)       | 145e                       |
| 172                                                 | Davide Ballerini (ITA)     | 99e                        |
| 173                                                 | James Knox (GBR)           | 81e                        |
| 174                                                 | Michael Mørkøv (DEN)       | NP-7                       |
| 175                                                 | Mauro Schmid (SUI)         | 75e                        |
| 176                                                 | Pieter Serry (BEL)         | 148e                       |
| 177                                                 | Bert Van Lerberghe (BEL)   | 146e                       |
| 178                                                 | Mauri Vansevenant (BEL)    | 30e                        |
| Directeur sportif : Davide Bramati, Geert Van Bondt |                            |                            |

| Team BikeExchange-Jayco BEX                   | Team BikeExchange-Jayco BEX    | Team BikeExchange-Jayco BEX |
| --------------------------------------------- | ------------------------------ | --------------------------- |
| Num                                           | Coureur                        | Pos                         |
| 181                                           | Simon Yates (GBR)              | AB-17                       |
| 182                                           | Lawson Craddock (USA) (chrono) | 107e                        |
| 183                                           | Lucas Hamilton (AUS)           | 13e                         |
| 184                                           | Michael Hepburn (AUS)          | 112e                        |
| 185                                           | Damien Howson (AUS)            | 33e                         |
| 186                                           | Christopher Juul Jensen (DEN)  | 93e                         |
| 187                                           | Callum Scotson (AUS)           | 80e                         |
| 188                                           | Matteo Sobrero (ITA) (chrono)  | 70e                         |
| Directeur sportif : Matthew White, Gene Bates |                                |                             |

| Team DSM DSM                                        | Team DSM DSM          | Team DSM DSM |
| --------------------------------------------------- | --------------------- | ------------ |
| Num                                                 | Coureur               | Pos          |
| 191                                                 | Romain Bardet (FRA)   | AB-13        |
| 192                                                 | Thymen Arensman (NED) | 18e          |
| 193                                                 | Cees Bol (NED)        | NP-14        |
| 194                                                 | Romain Combaud (FRA)  | 104e         |
| 195                                                 | Alberto Dainese (ITA) | 122e         |
| 196                                                 | Nico Denz (GER)       | 111e         |
| 197                                                 | Chris Hamilton (AUS)  | 39e          |
| 198                                                 | Martijn Tusveld (NED) | 43e          |
| Directeur sportif : Matthew Winston, Marcel Sieberg |                       |              |

| Trek-Segafredo TFS                              | Trek-Segafredo TFS      | Trek-Segafredo TFS |
| ----------------------------------------------- | ----------------------- | ------------------ |
| Num                                             | Coureur                 | Pos                |
| 201                                             | Giulio Ciccone (ITA)    | 25e                |
| 202                                             | Dario Cataldo (ITA)     | 73e                |
| 203                                             | Mattias Skjelmose (DEN) | 40e                |
| 204                                             | Juan Pedro López (ESP)  | 10e                |
| 205                                             | Bauke Mollema (NED)     | 26e                |
| 206                                             | Jacopo Mosca (ITA)      | 103e               |
| 207                                             | Edward Theuns (BEL)     | 131e               |
| 208                                             | Otto Vergaerde (BEL)    | 119e               |
| Directeur sportif : Grégory Rast, Adriano Baffi |                         |                    |

| UAE Team Emirates UAD                            | UAE Team Emirates UAD       | UAE Team Emirates UAD |
| ------------------------------------------------ | --------------------------- | --------------------- |
| Num                                              | Coureur                     | Pos                   |
| 211                                              | João Almeida (POR) (chrono) | NP-18                 |
| 212                                              | Rui Oliveira (POR)          | 141e                  |
| 213                                              | Rui Costa (POR)             | 44e                   |
| 214                                              | Alessandro Covi (ITA)       | 45e                   |
| 215                                              | Davide Formolo (ITA)        | 36e                   |
| 216                                              | Fernando Gaviria (COL)      | 128e                  |
| 217                                              | Maximiliano Richeze (ARG)   | 142e                  |
| 218                                              | Diego Ulissi (ITA)          | 37e                   |
| Directeur sportif : Fabio Baldato, Marco Marcato |                             |                       |

| Ineos Grenadiers IGD                               | Ineos Grenadiers IGD           | Ineos Grenadiers IGD |
| -------------------------------------------------- | ------------------------------ | -------------------- |
| Num                                                | Coureur                        | Pos                  |
| 1                                                  | Richard Carapaz (ECU) (chrono) | 2e                   |
| 2                                                  | Jonathan Castroviejo (ESP)     | 64e                  |
| 3                                                  | Jhonatan Narváez (ECU)         | 42e                  |
| 4                                                  | Richie Porte (AUS)             | AB-19                |
| 5                                                  | Salvatore Puccio (ITA)         | 85e                  |
| 6                                                  | Pavel Sivakov (FRA)            | 16e                  |
| 7                                                  | Ben Swift (GBR) (route)        | 66e                  |
| 8                                                  | Ben Tulett (GBR)               | 38e                  |
| Directeur sportif : Matteo Tosatto, Oliver Cookson |                                |                      |

| AG2R Citroën Team ACT                               | AG2R Citroën Team ACT   | AG2R Citroën Team ACT |
| --------------------------------------------------- | ----------------------- | --------------------- |
| Num                                                 | Coureur                 | Pos                   |
| 11                                                  | Andrea Vendrame (ITA)   | 55e                   |
| 12                                                  | Lilian Calmejane (FRA)  | 86e                   |
| 13                                                  | Mikaël Cherel (FRA)     | 23e                   |
| 14                                                  | Felix Gall (AUT)        | 50e                   |
| 15                                                  | Jaakko Hänninen (FIN)   | 90e                   |
| 16                                                  | Lawrence Naesen (BEL)   | 124e                  |
| 17                                                  | Nans Peters (FRA)       | 58e                   |
| 18                                                  | Nicolas Prodhomme (FRA) | 65e                   |
| Directeur sportif : Didier Jannel, Artūras Kasputis |                         |                       |

| Alpecin-Fenix AFC                                    | Alpecin-Fenix AFC          | Alpecin-Fenix AFC |
| ---------------------------------------------------- | -------------------------- | ----------------- |
| Num                                                  | Coureur                    | Pos               |
| 21                                                   | Mathieu van der Poel (NED) | 57e               |
| 22                                                   | Tobias Bayer (AUT)         | 100e              |
| 23                                                   | Dries De Bondt (BEL)       | 109e              |
| 24                                                   | Alexander Krieger (GER)    | NP-14             |
| 25                                                   | Senne Leysen (BEL)         | 118e              |
| 26                                                   | Jakub Mareczko (ITA)       | AB-4              |
| 27                                                   | Stefano Oldani (ITA)       | 84e               |
| 28                                                   | Oscar Riesebeek (NED)      | 113e              |
| Directeur sportif : Christoph Roodhooft, Bart Leysen |                            |                   |

| Astana Qazaqstan Team AST                          | Astana Qazaqstan Team AST | Astana Qazaqstan Team AST |
| -------------------------------------------------- | ------------------------- | ------------------------- |
| Num                                                | Coureur                   | Pos                       |
| 31                                                 | Vincenzo Nibali (ITA)     | 4e                        |
| 32                                                 | Valerio Conti (ITA)       | AB-15                     |
| 33                                                 | David de la Cruz (ESP)    | AB-20                     |
| 34                                                 | Joe Dombrowski (USA)      | 22e                       |
| 35                                                 | Fabio Felline (ITA)       | 41e                       |
| 36                                                 | Miguel Ángel López (COL)  | AB-4                      |
| 37                                                 | Vadim Pronskiy (KAZ)      | 29e                       |
| 38                                                 | Harold Tejada (COL)       | 56e                       |
| Directeur sportif : Alexandr Shefer, Mario Manzoni |                           |                           |

| Bahrain Victorious TBV                             | Bahrain Victorious TBV     | Bahrain Victorious TBV |
| -------------------------------------------------- | -------------------------- | ---------------------- |
| Num                                                | Coureur                    | Pos                    |
| 41                                                 | Mikel Landa (ESP)          | 3e                     |
| 42                                                 | Phil Bauhaus (GER)         | 138e                   |
| 43                                                 | Pello Bilbao (ESP)         | 5e                     |
| 44                                                 | Santiago Buitrago (COL)    | 12e                    |
| 45                                                 | Domen Novak (SLO)          | 31e                    |
| 46                                                 | Wout Poels (NED)           | 34e                    |
| 47                                                 | Jasha Sütterlin (GER)      | 87e                    |
| 48                                                 | Jan Tratnik (SLO) (chrono) | AB-3                   |
| Directeur sportif : Gorazd Štangelj, Alberto Volpi |                            |                        |

| Bardiani CSF Faizanè BCF                                 | Bardiani CSF Faizanè BCF | Bardiani CSF Faizanè BCF |
| -------------------------------------------------------- | ------------------------ | ------------------------ |
| Num                                                      | Coureur                  | Pos                      |
| 51                                                       | Filippo Zana (ITA)       | 47e                      |
| 52                                                       | Luca Covili (ITA)        | 24e                      |
| 53                                                       | Filippo Fiorelli (ITA)   | AB-5                     |
| 54                                                       | Davide Gabburo (ITA)     | 53e                      |
| 55                                                       | Sacha Modolo (ITA)       | 114e                     |
| 56                                                       | Luca Rastelli (ITA)      | 106e                     |
| 57                                                       | Alessandro Tonelli (ITA) | 52e                      |
| 58                                                       | Samuele Zoccarato (ITA)  | AB-7                     |
| Directeur sportif : Roberto Reverberi, Alessandro Donati |                          |                          |

| Bora-Hansgrohe BOH                                             | Bora-Hansgrohe BOH     | Bora-Hansgrohe BOH |
| -------------------------------------------------------------- | ---------------------- | ------------------ |
| Num                                                            | Coureur                | Pos                |
| 61                                                             | Wilco Kelderman (NED)  | 17e                |
| 62                                                             | Giovanni Aleotti (ITA) | 72e                |
| 63                                                             | Cesare Benedetti (POL) | 120e               |
| 64                                                             | Emanuel Buchmann (GER) | 7e                 |
| 65                                                             | Patrick Gamper (AUT)   | 108e               |
| 66                                                             | Jai Hindley (AUS)      | 1er                |
| 67                                                             | Lennard Kämna (GER)    | 19e                |
| 68                                                             | Ben Zwiehoff (GER)     | 51e                |
| Directeur sportif : Enrico Gasparotto, Jean-Pierre Heynderickx |                        |                    |

| Cofidis COF                                              | Cofidis COF               | Cofidis COF |
| -------------------------------------------------------- | ------------------------- | ----------- |
| Num                                                      | Coureur                   | Pos         |
| 71                                                       | Guillaume Martin (FRA)    | 14e         |
| 72                                                       | Davide Cimolai (ITA)      | 135e        |
| 73                                                       | Simone Consonni (ITA)     | 121e        |
| 74                                                       | Wesley Kreder (NED)       | 139e        |
| 75                                                       | Anthony Perez (FRA)       | 88e         |
| 76                                                       | Pierre-Luc Périchon (FRA) | 94e         |
| 77                                                       | Rémy Rochas (FRA)         | 71e         |
| 78                                                       | Davide Villella (ITA)     | 63e         |
| Directeur sportif : Roberto Damiani, Gorka Gerrikagoitia |                           |             |

| Drone Hopper-Androni Giocattoli DRA                         | Drone Hopper-Androni Giocattoli DRA | Drone Hopper-Androni Giocattoli DRA |
| ----------------------------------------------------------- | ----------------------------------- | ----------------------------------- |
| Num                                                         | Coureur                             | Pos                                 |
| 81                                                          | Natnael Tesfatsion (ERI)            | AB-16                               |
| 82                                                          | Mattia Bais (ITA)                   | 82e                                 |
| 83                                                          | Alexander Cepeda (ECU)              | NP-19                               |
| 84                                                          | Andrii Ponomar (UKR) (route)        | 117e                                |
| 85                                                          | Simone Ravanelli (ITA)              | 91e                                 |
| 86                                                          | Eduardo Sepúlveda (ARG)             | 76e                                 |
| 87                                                          | Filippo Tagliani (ITA)              | 143e                                |
| 88                                                          | Edoardo Zardini (ITA)               | 78e                                 |
| Directeur sportif : Giovanni Ellena, Alessandro Spezialetti |                                     |                                     |

| EF Education-EasyPost EFE                              | EF Education-EasyPost EFE    | EF Education-EasyPost EFE |
| ------------------------------------------------------ | ---------------------------- | ------------------------- |
| Num                                                    | Coureur                      | Pos                       |
| 91                                                     | Hugh Carthy (GBR)            | 9e                        |
| 92                                                     | Jonathan Caicedo (ECU)       | NP-16                     |
| 93                                                     | Diego Camargo (COL)          | 79e                       |
| 94                                                     | Simon Carr (GBR)             | NP-8                      |
| 95                                                     | Magnus Cort Nielsen (DEN)    | 95e                       |
| 96                                                     | Owain Doull (GBR)            | AB-7                      |
| 97                                                     | Merhawi Kudus (ERI) (chrono) | 61e                       |
| 98                                                     | Julius van den Berg (NED)    | 140e                      |
| Directeur sportif : Juan Manuel Gárate, Matti Breschel |                              |                           |

| Eolo-Kometa EOK                                               | Eolo-Kometa EOK            | Eolo-Kometa EOK |
| ------------------------------------------------------------- | -------------------------- | --------------- |
| Num                                                           | Coureur                    | Pos             |
| 101                                                           | Lorenzo Fortunato (ITA)    | 15e             |
| 102                                                           | Vincenzo Albanese (ITA)    | 68e             |
| 103                                                           | Davide Bais (ITA)          | 125e            |
| 104                                                           | Erik Fetter (HUN) (chrono) | 83e             |
| 105                                                           | Francesco Gavazzi (ITA)    | 67e             |
| 106                                                           | Mirco Maestri (ITA)        | 96e             |
| 107                                                           | Samuele Rivi (ITA)         | 126e            |
| 109                                                           | Diego Rosa (ITA)           | 77e             |
| Directeur sportif : Stefano Zanatta, Jesús Hernández Blázquez |                            |                 |

| Groupama-FDJ GFC                                    | Groupama-FDJ GFC                  | Groupama-FDJ GFC |
| --------------------------------------------------- | --------------------------------- | ---------------- |
| Num                                                 | Coureur                           | Pos              |
| 111                                                 | Arnaud Démare (FRA)               | 130e             |
| 112                                                 | Clément Davy (FRA)                | 144e             |
| 113                                                 | Jacopo Guarnieri (ITA)            | 136e             |
| 114                                                 | Ignatas Konovalovas (LTU) (route) | 115e             |
| 115                                                 | Tobias Ludvigsson (SWE)           | 102e             |
| 116                                                 | Miles Scotson (AUS)               | 127e             |
| 117                                                 | Ramon Sinkeldam (NED)             | 132e             |
| 118                                                 | Attila Valter (HUN)               | 35e              |
| Directeur sportif : Sébastien Joly, Jussi Veikkanen |                                   |                  |

| Intermarché-Wanty-Gobert Matériaux IWG           | Intermarché-Wanty-Gobert Matériaux IWG | Intermarché-Wanty-Gobert Matériaux IWG |
| ------------------------------------------------ | -------------------------------------- | -------------------------------------- |
| Num                                              | Coureur                                | Pos                                    |
| 121                                              | Biniam Girmay (ERI)                    | NP-11                                  |
| 122                                              | Aimé De Gendt (BEL)                    | 105e                                   |
| 123                                              | Jan Hirt (CZE)                         | 6e                                     |
| 124                                              | Barnabás Peák (HUN)                    | 110e                                   |
| 125                                              | Domenico Pozzovivo (ITA)               | 8e                                     |
| 126                                              | Lorenzo Rota (ITA)                     | 32e                                    |
| 127                                              | Rein Taaramäe (EST) (chrono)           | 46e                                    |
| 128                                              | Loïc Vliegen (BEL)                     | AB-16                                  |
| Directeur sportif : Valerio Piva, Steven De Neef |                                        |                                        |

| Israel-Premier Tech IPT                           | Israel-Premier Tech IPT         | Israel-Premier Tech IPT |
| ------------------------------------------------- | ------------------------------- | ----------------------- |
| Num                                               | Coureur                         | Pos                     |
| 131                                               | Giacomo Nizzolo (ITA)           | NP-14                   |
| 132                                               | Jenthe Biermans (BEL)           | 123e                    |
| 133                                               | Matthias Brändle (AUT) (chrono) | 147e                    |
| 134                                               | Alexander Cataford (CAN)        | 101e                    |
| 135                                               | Alessandro De Marchi (ITA)      | 92e                     |
| 136                                               | Alex Dowsett (GBR)              | 134e                    |
| 137                                               | Reto Hollenstein (SUI)          | 129e                    |
| 138                                               | Rick Zabel (GER)                | 137e                    |
| Directeur sportif : Claudio Cozzi, Óscar Guerrero |                                 |                         |

| Jumbo-Visma TJV                            | Jumbo-Visma TJV                     | Jumbo-Visma TJV |
| ------------------------------------------ | ----------------------------------- | --------------- |
| Num                                        | Coureur                             | Pos             |
| 141                                        | Tom Dumoulin (NED) (chrono)         | AB-14           |
| 142                                        | Edoardo Affini (ITA)                | 97e             |
| 143                                        | Koen Bouwman (NED)                  | 21e             |
| 144                                        | Pascal Eenkhoorn (NED)              | 62e             |
| 145                                        | Tobias Foss (NOR) (route et chrono) | 54e             |
| 146                                        | Gijs Leemreize (NED)                | 28e             |
| 147                                        | Sam Oomen (NED)                     | 20e             |
| 148                                        | Jos van Emden (NED)                 | 89e             |
| Directeur sportif : Addy Engels, Marc Reef |                                     |                 |

| Lotto-Soudal LTS                              | Lotto-Soudal LTS          | Lotto-Soudal LTS |
| --------------------------------------------- | ------------------------- | ---------------- |
| Num                                           | Coureur                   | Pos              |
| 151                                           | Caleb Ewan (AUS)          | NP-12            |
| 152                                           | Thomas De Gendt (BEL)     | 74e              |
| 153                                           | Matthew Holmes (GBR)      | 116e             |
| 154                                           | Roger Kluge (GER)         | 149e             |
| 155                                           | Sylvain Moniquet (BEL)    | 48e              |
| 156                                           | Michael Schwarzmann (GER) | 133e             |
| 157                                           | Rüdiger Selig (GER)       | AB-9             |
| 158                                           | Harm Vanhoucke (BEL)      | AB-17            |
| Directeur sportif : Allan Davis, Marc Wauters |                           |                  |

| Movistar Team MOV                                     | Movistar Team MOV        | Movistar Team MOV |
| ----------------------------------------------------- | ------------------------ | ----------------- |
| Num                                                   | Coureur                  | Pos               |
| 161                                                   | Alejandro Valverde (ESP) | 11e               |
| 162                                                   | Jorge Arcas (ESP)        | 60e               |
| 163                                                   | William Barta (USA)      | 59e               |
| 164                                                   | Oier Lazkano (ESP)       | 98e               |
| 165                                                   | Antonio Pedrero (ESP)    | 27e               |
| 166                                                   | José Joaquín Rojas (ESP) | 69e               |
| 167                                                   | Sergio Samitier (ESP)    | AB-7              |
| 168                                                   | Iván Sosa (COL)          | 49e               |
| Directeur sportif : Maximilian Sciandri, Iván Velasco |                          |                   |

| Quick-Step Alpha Vinyl QST                          | Quick-Step Alpha Vinyl QST | Quick-Step Alpha Vinyl QST |
| --------------------------------------------------- | -------------------------- | -------------------------- |
| Num                                                 | Coureur                    | Pos                        |
| 171                                                 | Mark Cavendish (GBR)       | 145e                       |
| 172                                                 | Davide Ballerini (ITA)     | 99e                        |
| 173                                                 | James Knox (GBR)           | 81e                        |
| 174                                                 | Michael Mørkøv (DEN)       | NP-7                       |
| 175                                                 | Mauro Schmid (SUI)         | 75e                        |
| 176                                                 | Pieter Serry (BEL)         | 148e                       |
| 177                                                 | Bert Van Lerberghe (BEL)   | 146e                       |
| 178                                                 | Mauri Vansevenant (BEL)    | 30e                        |
| Directeur sportif : Davide Bramati, Geert Van Bondt |                            |                            |

| Team BikeExchange-Jayco BEX                   | Team BikeExchange-Jayco BEX    | Team BikeExchange-Jayco BEX |
| --------------------------------------------- | ------------------------------ | --------------------------- |
| Num                                           | Coureur                        | Pos                         |
| 181                                           | Simon Yates (GBR)              | AB-17                       |
| 182                                           | Lawson Craddock (USA) (chrono) | 107e                        |
| 183                                           | Lucas Hamilton (AUS)           | 13e                         |
| 184                                           | Michael Hepburn (AUS)          | 112e                        |
| 185                                           | Damien Howson (AUS)            | 33e                         |
| 186                                           | Christopher Juul Jensen (DEN)  | 93e                         |
| 187                                           | Callum Scotson (AUS)           | 80e                         |
| 188                                           | Matteo Sobrero (ITA) (chrono)  | 70e                         |
| Directeur sportif : Matthew White, Gene Bates |                                |                             |

| Team DSM DSM                                        | Team DSM DSM          | Team DSM DSM |
| --------------------------------------------------- | --------------------- | ------------ |
| Num                                                 | Coureur               | Pos          |
| 191                                                 | Romain Bardet (FRA)   | AB-13        |
| 192                                                 | Thymen Arensman (NED) | 18e          |
| 193                                                 | Cees Bol (NED)        | NP-14        |
| 194                                                 | Romain Combaud (FRA)  | 104e         |
| 195                                                 | Alberto Dainese (ITA) | 122e         |
| 196                                                 | Nico Denz (GER)       | 111e         |
| 197                                                 | Chris Hamilton (AUS)  | 39e          |
| 198                                                 | Martijn Tusveld (NED) | 43e          |
| Directeur sportif : Matthew Winston, Marcel Sieberg |                       |              |

| Trek-Segafredo TFS                              | Trek-Segafredo TFS      | Trek-Segafredo TFS |
| ----------------------------------------------- | ----------------------- | ------------------ |
| Num                                             | Coureur                 | Pos                |
| 201                                             | Giulio Ciccone (ITA)    | 25e                |
| 202                                             | Dario Cataldo (ITA)     | 73e                |
| 203                                             | Mattias Skjelmose (DEN) | 40e                |
| 204                                             | Juan Pedro López (ESP)  | 10e                |
| 205                                             | Bauke Mollema (NED)     | 26e                |
| 206                                             | Jacopo Mosca (ITA)      | 103e               |
| 207                                             | Edward Theuns (BEL)     | 131e               |
| 208                                             | Otto Vergaerde (BEL)    | 119e               |
| Directeur sportif : Grégory Rast, Adriano Baffi |                         |                    |

| UAE Team Emirates UAD                            | UAE Team Emirates UAD       | UAE Team Emirates UAD |
| ------------------------------------------------ | --------------------------- | --------------------- |
| Num                                              | Coureur                     | Pos                   |
| 211                                              | João Almeida (POR) (chrono) | NP-18                 |
| 212                                              | Rui Oliveira (POR)          | 141e                  |
| 213                                              | Rui Costa (POR)             | 44e                   |
| 214                                              | Alessandro Covi (ITA)       | 45e                   |
| 215                                              | Davide Formolo (ITA)        | 36e                   |
| 216                                              | Fernando Gaviria (COL)      | 128e                  |
| 217                                              | Maximiliano Richeze (ARG)   | 142e                  |
| 218                                              | Diego Ulissi (ITA)          | 37e                   |
| Directeur sportif : Fabio Baldato, Marco Marcato |                             |                       |